# درانیک سالار
درانیک سالار، گرانیکان سالار یا گرانیک سالار یکی از فرماندهان نظامی ایرانی در زمان حکومت شاهنشاه خسرو پرویز ساسانی (حک. ۵۹۰–۶۲۸) بود. او در سال ۶۲۴ همراه با شهرپلنگ به مصاف ارتش امپراتور هراکلیوس بیزانس (حک. ۶۱۰–۶۴۱) رفت و یکی از نزدیکان شاهنشاه بود.